# Riuttasaaret (ö i Mellersta Finland, Saarijärvi-Viitasaari)
Riuttasaaret är en ö i Finland. Den ligger i sjön Kivijärvi och i kommunen Kinnula i den ekonomiska regionen  Saarijärvi-Viitasaari och landskapet Mellersta Finland, i den centrala delen av landet, 300 km norr om huvudstaden Helsingfors. Öns area är 2,2 hektar och dess största längd är 220 meter i sydväst-nordöstlig riktning.  Notera att namnet antyder att det är fråga om flera öar.